# 윌리엄 지블런 포스터

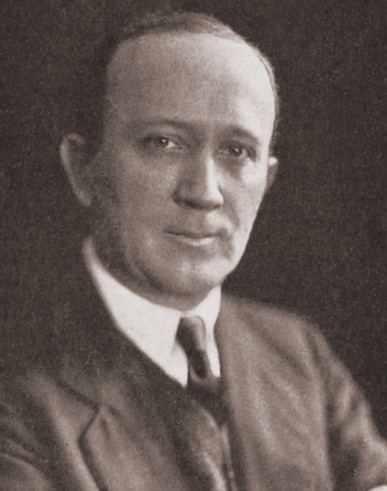
윌리엄 포스터

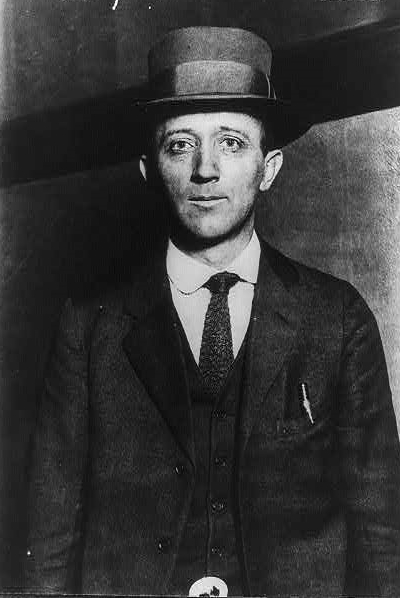
윌리엄 포스터(1920년대 촬영)

윌리엄 지블런 포스터(영어: William Zebulon Foster: 1881년 2월 25일-1961년 9월 1일)는 미국의 공산주의 혁명가이자 노동운동가이다. 미국 사회당의 창립자중 한명이었고 사회당 중앙위원회에서 근무하였다. 제1차 세계대전 이후 미국 사회당이 마르크스주의 혁명 노선을 버리고 타협주의 노선을 채택하자 미국 사회당의 코민테른파를 이끌고 탈당해 미국 공산당을 창당하였다. 1919년부터 1957년까지 미국 공산당 서기장을 역임했고 코민테른의 주요 지도자 중 한명이었다. 러시아 볼셰비키 혁명 이후 소련 공산당과 이오시프 스탈린을 확고하게 지지했다. 1956년 니키타 흐루쇼프가 스탈린주의 정적들을 제거하고 소련 공산당의 당수가 되고 수정주의와 반스탈린주의 정책을 시행하자 흐루쇼프를 날카롭게 비판하고, 다시 한번 이오시프 스탈린을 확고하게 지지했다. 1961년 9월 1일 모스크바에서 사망하였다.

## 같이 보기
- 미국 공산당
- 반수정주의